# Амберг
А́мберг (нем. и бав. Amberg) — город окружного подчинения в федеральной земле Бавария (Германия). Население — 44,65 тыс. человек (2005). Город расположен на 60 километров восточнее Нюрнберга, на реке Фильс. В Амберге и Вайдене находится высшая техническая школа.

## История

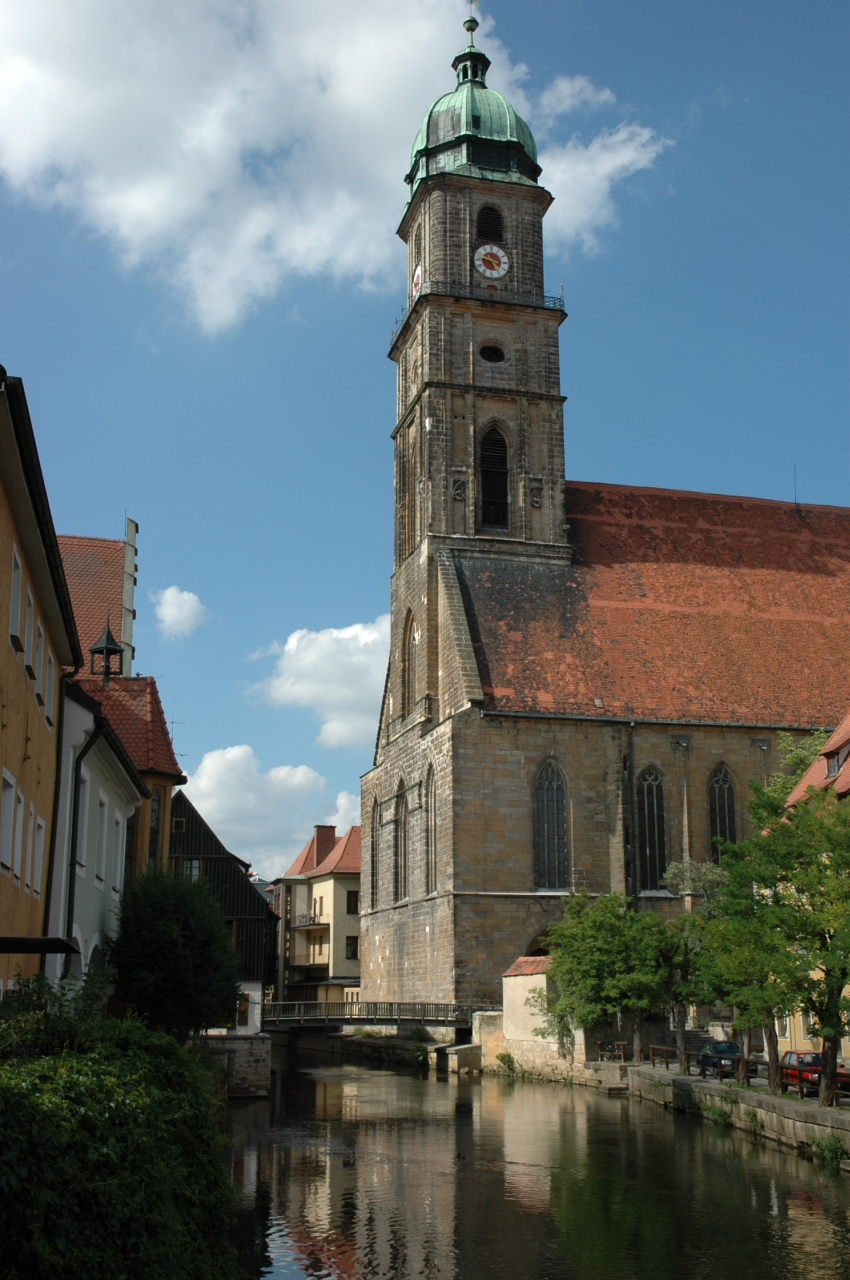
Базилика Святого Мартина

Амберг впервые упоминается в летописях в 1034 году под названием «Амменберг» (дословный перевод: гора кормилицы). В средневековье Амберг являлся перевалочным пунктом для перевозки железа и железной руды. Из Амберга железо перевозили водным путём по Фильсу в Регенсбург. На обратном пути в Амберг везли соль.
С 1269 года Амберг попал под влияние Виттельсбахеров и стал позднее столицей Верхнего Пфальца. В 1296 году Амберг получил городские права.
С 1595 по 1620 год в городе находилась резиденция Христиана I Ангальт-Бернбургского.
16 августа здесь родился будущий курфюрст Пфальца, Фридрих.
Во время Тридцатилетней войны Амберг перешёл во владение Баварии. Всем протестантам, населяющим город, было предложено принять католичество или уйти. Многочисленные протестанты спасались бегством и поселились в близлежащих городах Нюрнберг и Регенсбург.
В 1810 году столицей Верхнего Пфальца стал Регенсбург. В 1859 году в Амберг проложили железную дорогу.
1 июля 1972 года была проведена административная реформа, результатом которой стало присоединение Аммерсрихта, Гайло, Камерзёльден и Райгеринг к городу Амбергу. В 1995 году в бывшей казарме кайзера Вильгельма был открыт институт Амберг-Вайден.

## Население

### Население города в современных границах
По оценке на 31 декабря 2015 года население межрайонного города (городской общины) Амберг составляет 41 861 чел. 

| Дата      | 1840  | 1871  | 1900  | 1925  | 1939  | 1950  | 1961  | 1970  | 1987  | 2011  |
| --------- | ----- | ----- | ----- | ----- | ----- | ----- | ----- | ----- | ----- | ----- |
| Население | 11793 | 13005 | 23549 | 28387 | 34880 | 42502 | 47567 | 48277 | 42570 | 41911 |

| Год       | 1960  | 1970  | 1980  | 1990  | 2000  | 2009  | 2010  | 2011  | 2012  | 2013  | 2014  | 2015  |
| --------- | ----- | ----- | ----- | ----- | ----- | ----- | ----- | ----- | ----- | ----- | ----- | ----- |
| Население | 46754 | 48160 | 44264 | 43111 | 43794 | 43715 | 43755 | 41790 | 41578 | 41592 | 41535 | 41861 |

### Население города в границах до 1972 года
| Год       | 1400 | 1500 | 1600 | 1700 | 1800 | 1859  | 1900  | 1950  | 1960  | 1970  |
| Население | 2720 | 3180 | 4280 | 3720 | 5763 | 12312 | 22039 | 37920 | 41849 | 41522 |

## Достопримечательности

### Исторические здания
Исторический центр города окружен городской стеной с 4 воротами: Наббургские ворота, Фильские ворота, Вингерсхоферские ворота и Черепичные ворота (Ziegeltor).
Основной достопримечательностью города являются так называемые «городские очки», которые образуют арки моста через реку Фильс и их отражение в воде.
В Амберге находится один из самых маленьких отелей в Европе, называемый «Эхойзль» (Eh’häusl).

#### Церкви
На южной стороне рыночной площади находится Базилика Святого Мартина. Она была построена в готическом стиле в 1421 году.
Церковь Святого Георгия была построена в XI веке. Она интересна прежде всего из-за своей истории (была частью монастыря, в 1916 году там располагался лазарет).
Над  Амбергом на горе Спасения Марии возвышается церковь, которая ранее служила местом паломничества. Церковь была освящена в 1711 году. В настоящее время на горе почти всю неделю до 2 июля проходит праздник, на который съезжается много народа.

#### Музеи
Городской музей, Археологический музей, единственный в своем роде музей воздуха (Luftmuseum) в Клёстерль с 04.06.2006, музей индустрии и горнодобычи в Тойерн.

#### Театр
С 1803 года в бывшей кирхе монахов-францисканцев находится театр. В 1953 году театр прекратил свою работу, но после реставрации в 1978 году он вновь открылся для зрителей. В последнее время в театре проходят гастроли заезжих театров, так как у амбергского нет собственной труппы.

## Известные уроженцы
- Ганс Аумайер (1906—1948) — штурмбаннфюрер СС, комендант концлагеря Вайвара, заместитель коменданта концлагеря Освенцим, казнённый военный преступник;
- Александр Бугера (род. 1978) — немецкий футболист;
- Сара Дебриц (род. 1995) — немецкая футболистка;
- Даниэль Эрнеманн[нем.] (род. 1976) — немецкий футболист;
- Хайнер Флейшман[нем.] (1914—1963) — немецкий мотогонщик;
- Фриц Хилперт[нем.] (род. 1956) — немецкий музыкант, член электропоп-группы Kraftwerk;
- Кэтрин Свитцер (род. 1947) — первая женщина, пробежавшая Бостонский марафон, родилась в семье американского военнослужащего в Амберге.

## Города-побратимы
- Бад-Бергцаберн (нем. Bad Bergzabern), Германия;
- Быстшица-Клодзкая (польск. Bystrzyca Kłodzka), Польша;
- Дезенцано (итал. Desenzano), Италия;
- Периге (франц. Périgueux), Франция;
- Трикала (греч. Trikala), Греция;
- Усти-над-Орлици (чеш. Ústí nad Orlicí), Чешская Республика.